# マルティーヌ・キャロル
マルティーヌ・キャロル（Martine Carol、出生名Marie-Louise Jeanne Nicolle Mourer、1920年5月16日 - 1967年2月6日）は、ヴァル＝ド＝マルヌ県サン＝マンデ出身のフランスの映画女優。

## 来歴

### 初期
フランス映画界のスターである女優ミシュリーヌ・プレール (Micheline Presle) とアンドレ・リュゲ (André Luguet)との出会いが人生の最初の転機となる。リュゲのアドバイスに従い、ロベール・マニュエル (Robert Manuel) とルネ・シモン (René Simon) のもとで演劇を学んだ後、舞台女優としてのキャリアを積んだ。マリーズ・アルレー (Maryse Arley) の芸名でルネサンス劇場における『フェードル』でマルセル・ムルージ (Marcel Mouloudji) の相手役として初舞台を踏む。占領下の時代、多くのフランス人俳優と同様に、アルフレート・グレーフェン (Alfred Greven) の支配下にあったドイツのコンチネンタル・フィルムの資本による映画に出演した。
アンリ＝ジョルジュ・クルーゾーの目に留まり、コレット原作『牝猫』Le chat の映画化にキャスティングされるが、製作には至らなかった。1941年、『六人の最後の者』 Le dernier des six でピエール・フレネー (Pierre Fresnay)、ジャン・テシエ (Jean Tissier) と共演、レイミュ (Raimu) 主演『Les inconnus dans la maison』に出演するも、いずれもクレジットはされず。
1943年、マルティーヌ・キャロル名義（この芸名はフランソワ・ペリエ (François Périer) によって名付けられた）でペリエ、ポール・ムリッス (Paul Meurisse) と共に『La ferme aux loups』に出演。以降は定期的に彼女の名前がフランス映画界を賑わす事になる。主なものとしてはジャン・ギャバンと共演した『面の皮をはげ』 Miroir（1947年）、ピエール・ブラッスール (Pierre Brasseur) と共演した『火の接吻』 (Les Amants de Vérone)』（1949年）、歌手のルイス・マリアーノ (Luis Mariano) と共演した『Je n’aime que toi』（1949年）が挙げられる。

### 中期
キャロルの名前はセシル・サン＝ローラン (Cécil Saint-Laurent) の同名小説の映画化作品『Caroline chérie』（1951年）のヒロイン、カロリーヌと長年結びつけて記憶されてきた。キャロルは革命の時代を生き抜き、帝政に決然と立ち向かいながら、一方で女性の武器を惜しみなく駆使する魅惑的な美貌の女性を体現している。
1954年、フランスの映画監督クリスチャン＝ジャックと結婚。クリスチャン＝ジャックは『ボルジア家の毒薬』Lucrèce Borgia（1953年）、『Madame du Barry』（1954年）、『女優ナナ』Nana（1955年）、『Nathalie』（1957年）などの映画でキャロルを1950年代のセックスシンボルの1人と認識させるに相応しい役にキャスティングした。
この時期には、サシャ・ギトリの『ヴェルサイユ語りなば』Si Versailles m'était conté... (1953年)に出演するもシーンはカットされる。しかし、マックス・オフュルスの『歴史は女で作られる』Lola Montès（1955年）に主演し、公開時は理解されなかったが、その後彼女の代表作となる。その後もテレンス・ヤングの『虎の行動』Action of the Tiger（1957年）、アベル・ガンスの『ナポレオン/アウステルリッツの戦い』Austerlitz（1960年）、ルネ・クレールの『フランス女性と恋愛』La Française et l'Amour（1960年）など多くの有名監督の作品に出演し、ジェラール・フィリップ、ラフ・ヴァローネ、シャルル・ボワイエ、ヴィットリオ・ガスマンらと共演した。

### 後期
1960年代に入ると、1950年代のキャロルを彷彿とさせるブリジット・バルドーの台頭によって、キャロルの名声は翳りを見せ始めた。完璧で人工的な大画面によりキャロルの栄光を作って来た「映画」は、同様にヌーヴェルヴァーグや彼女が無関心であった自然主義によって彼女を衰退へと追いやった。彼女は非常に落ち込んで薬物濫用に走り、体重が激減した。4年の空白とイギリス人実業家との結婚の後、英国映画『Hell Is Empty』（1963年撮影）に主演したが、直ぐには公開されなかった(公開は死後翌年)。数年ぶりの映画をモナコで撮影する予定だったが、1967年2月6日午前2時半、モンテカルロのホテル・ド・パリの自室で、夫が亡くなっている彼女を発見した。死因は心筋梗塞であったが、根拠の無い自殺説が広まった。
彼女は最初にパリのペール・ラシェーズ墓地に葬られたが、墓が荒らされた（数紙の新聞は彼女が自身の宝石と共に埋葬されていたと報道した）後、アルプ＝マリティーム県カンヌのグラン・ジャス墓地に埋葬し直された。

## 私生活
1947年4月10日、キャロルは当時の恋人、俳優ジョルジュ・マルシャル (Georges Marchal) が女優ダニー・ロバン (Dany Robin) に心変わりしたため、酒と薬を飲んだ後アルマ橋からセーヌ川に身を投げた。彼女を救い出したのはタクシー運転手であった。
彼女はその後4回結婚している。
1. スティーヴ・クレイン（Steve Crane、別名ジョセフ・スティーヴン・クレイン (Josef Stephen Crane)）、アメリカの俳優・料理店主。1948年に結婚、1953年に離婚。その後彼はラナ・ターナーと2度結婚している。
2. クリスチャン＝ジャック、フランスの映画監督。1954年7月15日結婚、1959年離婚。
3. アンドレ・ルーヴェ (André Rouveix)、フォール＝ド＝フランスで出会った若いフランス人医師。1959年8月3日結婚、1962年離婚。
4. トーマス・エランド (Thomas Eland)、イギリスの実業家。1966年2月8日結婚。

また彼女はギャングのピエール・ルトレル（Pierre Loutrel、別名ピエロ・ル・フ（気狂いピエロ））によって誘拐された。しかし短期間で解放され、翌日謝罪としてバラが届けられた。

## その他
- 1956年5月30日、当時の夫だったクリスチャン・ジャックと共に来日。東京だけでなく、京都・奈良・大阪も訪れている。同6月9日、ハワイのホノルルに向け離日。

## 主な出演作品
- 1949年：『火の接吻 (Les Amants de Vérone)』
- 1952年：『愛すべき御婦人たち (Adorables créatures)』
- 1952年：『夜ごとの美女 (Les Belles de nuit)』
- 1951年：『浮気なカロリーヌ (Un caprice de Caroline chérie)』
- 1953年：『ボルジア家の毒薬 (Lucrèce Borgia)』
- 1954年：『運命 (Destinées)』（"女の平和"の部）
- 1954年：『Madame du Barry』
- 1955年：『女優ナナ (Nana)』
- 1955年：『Les Carnets du Major Thompson』
- 1955年：『歴史は女で作られる (Lola Montès)』
- 1956年：『八十日間世界一周 (Around the World in 80 Days)』
- 1957年：『虎の行動 (Action of the Tiger)』
- 1959年：『地獄へ秒読み (Ten Seconds to Hell)』
- 1959年：『ナポレオン/アウステルリッツの戦い (Austerlitz)』
- 1960年：『フランス女性と恋愛 (La Française et l'Amour)』
- 1961年：『親分は反抗する (Le cave se rebiffe)』
- 1961年：『ヴァニナ・ヴァニニ (Vanina Vanini)』